# Villasimius
Villasimius este o comună din provincia Sud Sardinia, regiunea Sardinia, Italia, cu o populație de 3.673 locuitori (1 ianuarie 2023) și o suprafață de 57,97 km².

## Demografie
Villasimius - evoluția demografică

|  | Graficele sunt indisponibile din cauza unor probleme tehnice. Mai multe informații se găsesc la Phabricator și la wiki-ul MediaWiki. |

Date: Recensăminte sau birourile de statistică - grafică realizată de Wikipedia